# De Ramkraak
De Ramkraak is de 3de aflevering van VTM's politieserie Zone Stad. De aflevering werd in Vlaanderen voor het eerst uitgezonden op 27 december 2003.

## Plot
Bij ramkraak op een juwelier is er geschoten door de juwelier, Tom en Dani stellen meteen een onderzoek in. Tom heeft Ruige Ronny nodig om te weten te komen welke dokter de gangster heeft behandeld. Ondertussen wordt de juwelier ondervraagt en ontstaat er weer ruzie tussen de 2 hoofdinspecteurs.
2 studentes gaan een avondje uit wanneer er plots iemand xtc pillen in het drankje van Debbie doet overlijdt ze. Haar lichaam wordt de volgende dag gevonden.
De man van hulpagente Katrien heeft haar in elkaar geslagen. Katrien is boos omdat Wim haar niet is komen bezoeken en ze bedenkt een vuil plannetje om Wim terug te pakken.
Via een garagist weten Tom en Dani de andere dader van de ramkraak te vinden en ze pakken hem op. Ondertussen gaat het niet zo goed met planton Ivo Celis hij heeft last van zijn rug en zijn vrouw Ria kampt met gezondheidsproblemen.
Op het kantoor is er goed nieuws voor Tom, er kan hem noch zijn collega niets ten laste worden gelegd, hij gaat vrijuit.

## Rolverdeling
- Guy Van Sande - Tom Segers
- Katrien Vandendries - Dani Wauters
- Ivan Pecnik - Wim Jacobs
- Robrecht De Roock - Jean Verbeken
- Jan Van Looveren - Jean Bellon
- Anne Mie Gils - An Treunen
- Rudi Delhem - Ivo Celis
- Tom Van Landuyt - Ronny Nijs
- Isabel Leybaert - Katrien Meersman
- Wim Stevens - Thierry De Groot
- Brunhilde Verhenne - Nathalie De Jonghe
- Iris Van Hoof - Ellen D'Hondt
- Steph Baeyens - Roy Leyseele
- Paul Codde - garagist
- Ken Muyldermans - Kurt
- Walter Quartier - patholoog
- Els Trio - Gwenny Callens
- Iris Van Hoof - Els
- Grietje Vanderheijden - studente